# Euro NCAP

Logo Euro NCAP

Euro NCAP (ang. European New Car Assessment Programme) – niezależna niedochodowa organizacja ds. oceny bezpieczeństwa pojazdów, sponsorowana przez różne niezależne organizacje, wspierana przez rządy niektórych krajów europejskich. Powstała w 1997 roku. Jej głównym celem było testowanie samochodów (kupowanych za własne pieniądze) w zakresie bezpieczeństwa biernego. Głównym elementem tegoż testu był test zderzeniowy (ang. crash test). Organizacja przyczyniła się do rozwoju bezpieczeństwa.
Test zderzeniowy składa się z czterech elementów:
- zderzenie czołowe (front impact) – polega na uderzeniu 40% przedniej części samochodu w nieruchomą, deformowalną przeszkodę (szerokość 1000 mm, długość 540 mm), przy prędkości 64 km/h
- zderzenie boczne (side impact) – w bok nieruchomego samochodu na wysokości słupka A od strony kierowcy uderza z prędkością 50 km/h przeszkoda o szerokości 1500 mm
- zderzenie z pieszym (pedestrian impact) – w różne punkty z przodu pojazdu (na masce, na wysokości przednich reflektorów, na przednim zderzaku) wystrzeliwane z prędkością 40 km/h manekiny pełniące role pieszych
- zderzenie ze słupem (pole test) – polega na uderzeniu bokiem samochodu, ustawionym na ruchomej platformie, na wysokości słupka B w nieruchomy słup o szerokości 254 mm z prędkością 29 km/h

Porównywanie wyników testów samochodów o różnych masach:
Generalnie rzecz ujmując samochody o większej masie zapewniają większe bezpieczeństwo przy zderzeniu czołowym z innym samochodem. Wedle przyjętych zasad, test czołowego zderzenia ma imitować kolizję z samochodem o zbliżonej masie i strukturze do samochodu testowanego. Powoduje to, że wyniki tego testu mogą być porównywane jedynie w obrębie tej samej kategorii masowej samochodu. Euro NCAP wyróżnia 5 takich kategorii: samochód osobowy, minivan, terenowy, pick-up i roadster. Euro NCAP przyjmuje, że test czołowego zderzenia dwóch samochodów jest porównywalny, jeżeli różnica ich mas nie przekracza 150 kg.
Wyniki testów podaje się w 5-stopniowej skali (w gwiazdkach). Piątą gwiazdkę wprowadzono w 1999 roku i początkowo specjaliści uważali, że jej zdobycie w teście zderzenia czołowego jest niemożliwe. Jednak już w 2001 roku taki wynik uzyskała Renault Laguna. Dziś wynik 5-gwiazdkowy nikogo nie dziwi, zdobywa je coraz więcej samochodów także z niższych klas. Producenci stawiają na bezpieczeństwo, ponieważ zdobycie przez ich samochód maksymalnej noty może polepszyć wyniki sprzedaży.

## Galeria

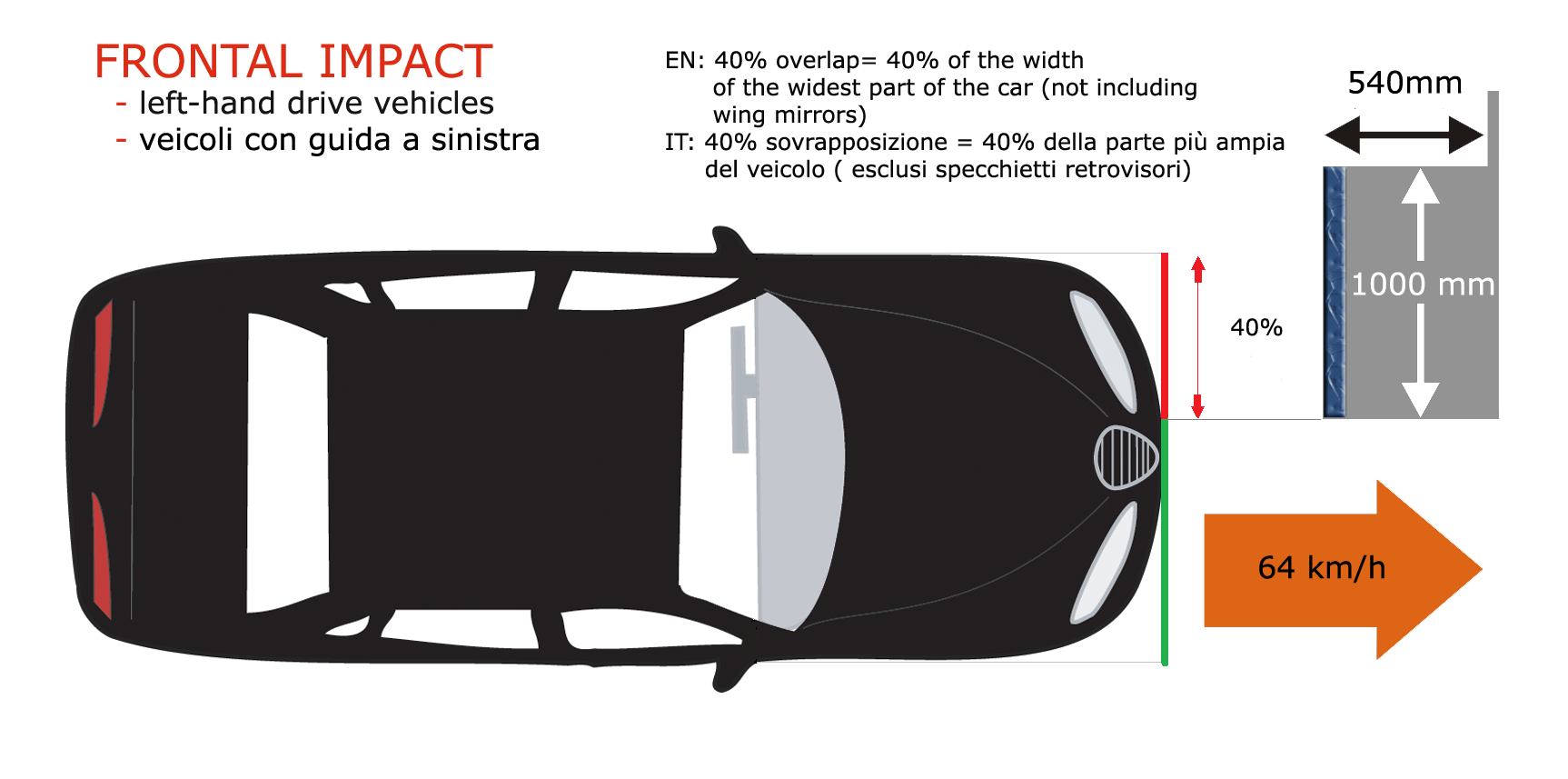
Zderzenie czołowe
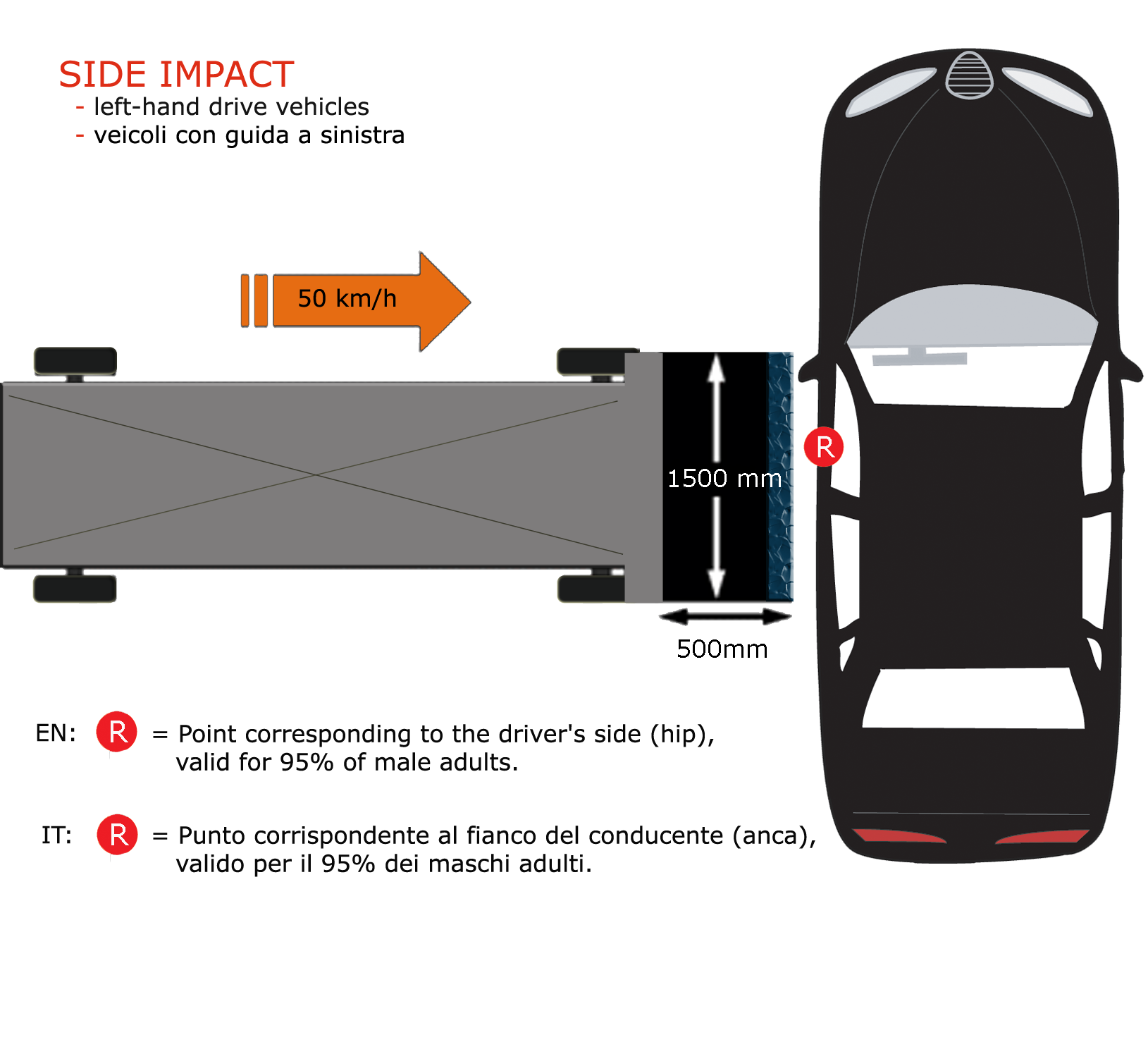
Zderzenie boczne
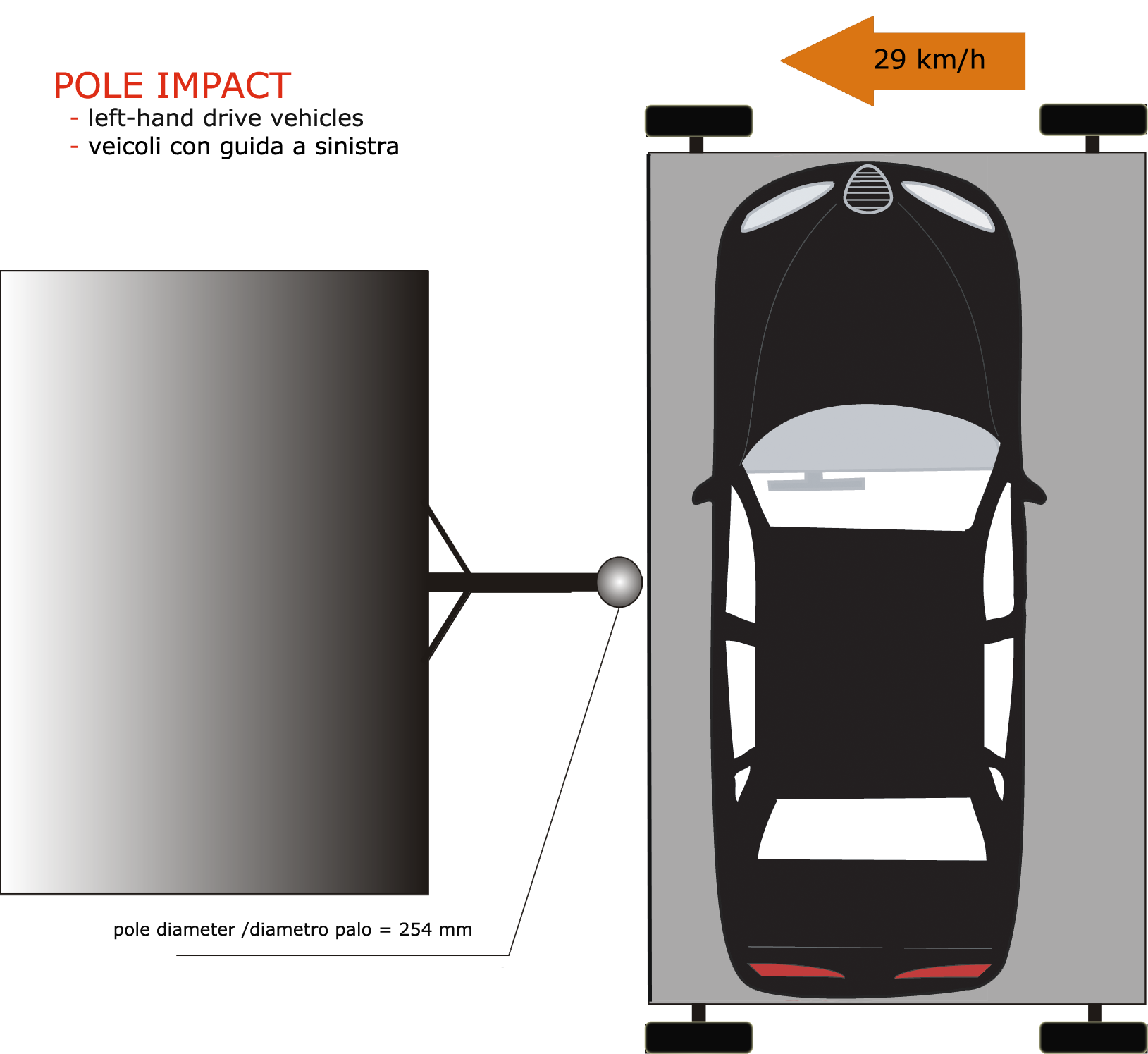
Zderzenie ze słupem